# Oskar Seefeldner
Oskar Seefeldner (* 2. September 1858 in Salzburg; † 1. Juli 1938 ebenda) war Offizier der K.k. Armee, Militärhistoriker und als Oberst a. D. von 1919 bis 1920 interimistischer Direktor des Städtischen Museums Carolino Augusteum sowie Gründer des Rainer-Museums auf der Festung Hohensalzburg.

## Leben
Sein Vater war Notar. In seiner Schulzeit besuchte er auch für ein Jahr die chemische Fachschule des Polytechnikums in Stuttgart. Danach schlug er eine Militärkarriere ein. 1877 diente er als Einjährig-Freiwilliger in dem Salzburger Hausregiment Infanterieregiment 59 Erzherzog  Rainer und brachte es bis 1912 zum Oberst (1912 i. R.). Bereits 1890 entwarf er einen Plan zur Errichtung eines Rainer-Museums auf der Festung Hohensalzburg, der 1924 realisiert werden konnte (heute als Festungsmuseum Salzburg Teil des Salzburg Museums). Er selbst war Leiter des Rainer-Museums bis 1936. Daneben war er ab 1914 auch Mitglied des Fachausschusses und ab 1915 Mitglied des Verwaltungsrates des Städtischen Museums Carolino-Augusteum, das er 1919–1921 auch interimistisch leitete. In diesem Museum war er Vorstand der kriegskundlichen Abteilung und legte im Zuge einer Inventarisierung der militärhistorischen Objekte ein ausführliches Standortverzeichnis an.

## Werke
- Oskar Seefeldner: Die bürgerlichen Büchsenmacher im Lande Salzburg vom 17. Jh. an. In: Salzburger Museums Blätter, 1933, 12. Jg., Nr. 5f.
- Oskar Seefeldner: Lederkanonen. In: Zeitschrift für historische Waffenkunde, 1918–20, 8.
- Vorarbeiten zu A. Groß: Waffen, in: Die Kunstsammlung der Stadt Salzburg (= Österreichische Kunsttopographie. Band 16). 1919.
- Oskar Seefeldner: Das Salzburger Kriegswesen. Manuskript, Salzburger Landesarchiv, Salzburg 1933.
- Oskar Seefeldner, Franz Martin: Mitteilungen der Gesellschaft für Salzburger Landeskunde. Jahrgang 74, 1934: 
  - Beiträge zur Salzburger Familiengeschichte. 22. Schidenhofen von und zu Stumb. S. 129–133.
  - Beiträge zur Salzburger Familiengeschichte. 23. Seefeldner. S. 134–139.
- Oskar Seefeldner: Führer durch das Museum des ehemaligen salzburgisch-oberösterreichischen Infantrie-Regiment Erzherzog Rainer. Salzburger Landesarchiv, Salzburg o. J., Nr. 59.